# 东大街街道 (郑州市)
东大街街道，是中华人民共和国河南省郑州市管城回族区下辖的一个乡镇级行政单位。辖区位于管城回族区中部，管辖范围东至熊儿河，西至南大街，北至商城路，南至城南路，面积1.53平方公里，人口2.38万。

## 行政区划
东大街街道下辖以下地区：
塔湾社区、城南路社区、博爱街社区、鼎新街社区、东关南里社区和商城里社区。

## 经济
辖区内经济主要以黄金珠宝业和楼宇经济为主。黄金珠宝业主要分布在紫荆山路与东大街交叉口周边区域，入驻企业达300余家，经营面积20000余平方米，黄金交易量占全市70%，并辐射周边省市。楼宇经济为辖区主要税收贡献点，辖区内的主要写字楼有郑州邮政大厦、福华大厦、名鞋大厦、裕鸿置业等。目前辖区内有商住两用写字楼12座，入驻企业600余家，入驻率达到95%，税收贡献率达85%。

## 公共设施
辖区内有较多的公共单位，学校和医院有郑州市第四十五中学、创新街小学和郑州市第一人民医院等。此外，位于辖区内的重要公共单位还包括郑州市邮政局、小浪底建设管理局等。

## 文化
东大街街道地处郑州老城内，文化古迹资源丰富。辖区内的全国重点文物保护单位有郑州商城遗址和郑州文庙。此外，开元寺塔、子产祠、天中书院等遗迹亦位于辖区范围内。

## 交通
东大街街道地处郑州市中心区域，交通便利。辖区内南北向主干道有紫荆山路和城东路，东西向主干道有东大街和城南路。郑州地铁2号线和3号线在辖区内十字交叉。